# Puto mexicanus
Puto mexicanus är en insektsart som först beskrevs av Cockerell 1893.  Puto mexicanus ingår i släktet Puto och familjen ullsköldlöss. Inga underarter finns listade i Catalogue of Life.